# Sarah Rector
Sarah Rector, född 1902, död 1967, var en afroamerikansk oljemagnat. Hon ärvde redan som barn, mark på vilket man fann en oljefyndighet som gjorde henne till miljonär. Hon blev känd som "the Richest Colored Girl in the World". 
Hon fick på grund av sin rikedom år 1913 klassifikationen hedersvit, så att hon slapp underkasta sig det dåvarande Jim Crow-systemets restriktioner. 